# 談國楫
談國楫（1869年—？），字濟伍，號飽帆，广州驻防鑲白旗漢軍人，清朝官員。
光绪二十一年（1895年）乙未科二甲第二十三名进士，同年五月，改翰林院庶吉士。散館改吏部主事。官至黑龍江度支使。